# Deportivo Saprissa
Deportivo Saprissa je fotbalový klub z města San José (Kostarika). Má přezdívku Monstruo morado (Morušová příšera) podle purpurové barvy dresů. Byl založen 16. června 1935 a pojmenován podle zakladatele a hlavního sponzora, kterým byl bývalý fotbalista Ricardo Saprissa Aymá. V roce 1949 poprvé postoupil do nejvyšší soutěže a roku 1952 získal první titul.
V Saprisse působili českoslovenští trenéři Jozef Karel (1979–1981) a Josef Bouška (1988–1991).

## Úspěchy
- 29× mistr Kostariky (historicky nejúspěšnější klub v zemi)
- 3× vítěz Ligy mistrů CONCACAF
- 3. místo na Mistrovství světa ve fotbale klubů 2005